# Macrocneme verdivittata
Macrocneme verdivittata là một loài bướm đêm thuộc phân họ Arctiinae, họ Erebidae.